# Collada de Vernadell
La Collada de Vernadell és un coll de muntanya dels Pirineus situat a 1.375,9 metres d'altitud a cavall dels termes municipal de Camprodon, de la comarca del Ripollès (però a l'antic terme de Beget, de la Garrotxa) i comunal de Prats de Molló i la Presta, de la comarca del Vallespir.
És al sud-est del terme de Prats de Molló i la Presta i al nord-oest del de Camprodon. És al sud-est del Mont Falgars i al nord-oest del Roc del Tabal.
La Collada de Vernadell és objectiu de diverses rutes de senderisme per aquest sector dels Pirineus.